# 東京都立大塚ろう学校
東京都立大塚ろう学校（とうきょうとりつ おおつかろうがっこう）は、東京都豊島区巣鴨四丁目にある都立特別支援学校。

## 概要
歴史
1925年（大正14年）に日比谷尋常小学校と萬年尋常小学校（後に上野尋常小学校）の小学校2校に設置された特別学級が、1927年（昭和2年）に名目統合（実質統合は翌1928年（昭和3年））され、「東京市立聾学校」として開校。現校名になったのは1949年（昭和24年）。一時は中学部と高等部本科、高等部専攻科を有していたが、1962年（昭和37年）に高等部本科、高等部専攻科を廃止し、2006年（平成18年）3月に中学部を廃止。現在は幼稚部と小学部のみとなっている。2016年（平成28年）に創立90周年を迎える。
校章
1928年（昭和3年）3月3日に初代専任校長の大池菅根により制定される。第一高等学校の校章にちなみ、柏の葉を6枚重ねたものを背景にして、「ろう（ロウ）学校」の頭文字（カタカナの「ロ」）でもあり、「口話法」の頭文字（漢字の「ロ」）でもある「ロ」の文字を中央に置いている。
校歌
1957年（昭和32年）6月22日、創立30周年を記念して制定。作詞は佐藤昌一、作曲は岡本敏明による。歌詞は2番まであり両番に校名の「大塚校」が登場する。
学部
- 幼稚部
- 小学部

分教室
- 城東分教室 - 〒136-0072 東京都江東区大島六丁目7-3 （北緯35度41分29.9秒 東経139度50分2.3秒、東京都立城東特別支援学校内）
- 永福分教室 - 〒168-0064 東京都杉並区永福一丁目7-28（北緯35度40分14.0秒 東経139度38分44.6秒、東京都立永福学園内）
- 城南分教室 - 〒144-0046 東京都大田区東六郷二丁目18-19（北緯35度32分51.7秒 東経139度43分2.1秒、東京都立城南特別支援学校内）

## 沿革
- 1923年（大正12年）8月27日 - 盲学校及聾唖学校令が制定される。
- 1925年（大正14年）
  - 5月1日 - 日比谷尋常小学校に特別学級3学級、萬年尋常小学校に特別学級1学級が設置され、入学式を挙行。
    - 日比谷尋常小学校の特別学級には33名（男子16名・女子22名）、上野尋常小学校の特別学級には23名（男子15名・女子8名）が入学。

  - 5月4日 - 授業を開始。
- 1926年（大正15年）4月 - 萬年尋常小学校に特別学級が1学級増設され、計2学級となる。またこの時萬年尋常小学校が「上野尋常小学校」に改称。
- 1927年（昭和2年）6月22日 - 東京府により、「東京市立聾学校」の設立が認可される。校長は日比谷尋常小学校校長の中澤留氏が兼任。
- 1928年（昭和3年）
  - 1月25日 - 初の専任校長に大池菅根が就任（前職:第二東京府立中学校教諭）。
  - 3月3日 - 初代校長大池菅根により校章が制定される。
  - 4月1日 - 東京府北豊島郡巣鴨町字宮下1850番地の東京市保健局所管地に統合仮校舎が設置される。
- 1930年（昭和5年）- 校訓（勤勉・親切・倹約）を制定。
- 1931年（昭和6年）4月16日 - 4年制の中等部を設置。
- 1943年（昭和18年）7月1日 - 東京府と東京市が廃止され、東京都が設置されたことにより、 「東京都立聾唖学校」に改称。
- 1945年（昭和20年）3月 - 東京大空襲により、校舎を焼失。
- 1949年（昭和24年）6月 - 現在地に校舎が完成し移転を完了。校名を「東京都立大塚ろう学校」（現校名）に改める。
- 1957年（昭和32年）6月22日 - 創立30周年を記念して校歌を制定。
- 1962年（昭和37年）3月31日 - 東京都立石神井ろう学校・東京都立大田ろう学校の新設により、高等部本科、高等部専攻科を廃止。
- 2005年（平成17年）
  - 4月1日 - 東京都立中央ろう学校開設準備室が併設される。
  - 10月13日 - 東京都立中央ろう学校が併設される。
- 2006年（平成18年）4月1日 - 特別支援学校の再編が行われる。
  - 東京都立江東ろう学校が廃止され、「江東分教室」として移管される。
  - 東京都立杉並ろう学校が廃止され、東京都立永福学園に移転の上、「永福分教室」となる。
  - 東京都立品川ろう学校が廃止され、東京都立城南養護学校に移転の上、「城南分教室」となる。
  - 中学部を新設の東京都立中央ろう学校に移管し、幼稚部と小学部のみとなる。
- 2009年（平成21年）3月 - 東京都立中央ろう学校の新校舎が完成し、併設を解消。
- 2011年（平成23年）4月 - 城南分教室小学部の募集を停止。
- 2016年（平成28年）9月 - 江東分教室を「城東分教室」に改称。

## アクセス
本校
- 鉄道駅 - 都電荒川線 「巣鴨新田」・「庚申塚」、JR東日本山手線・都営地下鉄三田線「巣鴨駅」
- 道路 - 国道17号

城東分教室
- 鉄道駅 - 都営地下鉄新宿線「大島駅」
- バス停 - 都営バス・亀21系統（東陽町駅 - 亀戸駅）「城東特別支援学校前」バス停
- 道路 - 東京都道476号南砂町吾嬬町線（丸八通り）

永福分教室
- 鉄道駅 - 京王電鉄 京王線・井の頭線 「明大前駅」、京王線・東急世田谷線 「下高井戸駅」、京王井の頭線「永福町駅」
- 道路 - 首都高速4号新宿線「永福出入口」

城南分教室
- 鉄道駅 - 京急本線「雑色駅」

## 周辺
本校
- 西巣鴨第二保育園
- 西巣鴨さくらそう保育園
- 学校法人平和学園白鳩幼稚園
- 豊島区立清和小学校
- 東京都立文京高等学校
- 巣鴨郵便局

城東分教室
- 東京都立城東特別支援学校
- 江東区立第四大島小学校

永福分教室
- 東京都立永福学園
- 明治大学和泉キャンパス

城南分教室
- 東京都立城南特別支援学校
- 東京都立六郷工科高等学校
- 大田区立南六郷中学校
- 大田区立南六郷小学校
- 大田区立六郷小学校

## 参考資料
- 「十年を語る」（1939年（昭和9年）6月28日発行、東京市立聾学校後援会）, doi:    10.11501/1054192 - 国立国会図書館近代デジタルライブラリー
- 野呂一, 中川辰雄「大正・昭和初期におけるろう教育の歴史的考察 : 卒業生夫妻の証言にみる東京市立聾学校の教育の実際」『横浜国立大学教育人間科学部紀要. I教育科学』第7巻、横浜国立大学教育人間科学部、2005年2月、83-105頁、CRID 1050282677663599104、hdl:10131/983、ISSN 1344-4611、NAID 110004599637。
- 東京都特別支援教育推進計画の基本的な考え方 (PDF)  - 東京都ウェブサイト